# Liste des noms berbères
 (novembre 2022).
Si vous disposez d'ouvrages ou d'articles de référence ou si vous connaissez des sites web de qualité traitant du thème abordé ici, merci de compléter l'article en donnant les références utiles à sa vérifiabilité et en les liant à la section « Notes et références ».
Cet article recense des noms berbères.

## Nomenclature
Du fait de l'arabisation, la structure des noms berbères est analogue à celle des noms arabes. Ainsi, le prénom de la personne, suivi de celui de son père, lui-même parfois suivi de celui du père de ce dernier. Les prénoms sont reliés entre eux par « ou » qui signifie « fils de ». Le « ou » est parfois remplacé par d'autres équivalents, également berbères, comme « ag », qui se retrouve surtout chez les Touaregs. « Aït », pluriel des deux premiers, a d'autres formes comme « at » et « naït ».
Parfois, certaines personnalités berbères portent un nom arabe remplaçant la spécificité berbère par « ibn » ou « ben », qui signifient « fils de ». Le 23 mars 1882, les autorités coloniales imposent un état-civil aux Algériens. Parfois, les particules des noms berbères comme « aït », « naït » ou « ou » sont supprimés ou remplacés par leurs équivalents arabes comme « ben ».
Enfin, à l'instar du nom arabe, ces noms sont suivis du surnom.

## Variantes
Certains prénoms connaissent des variantes. Par exemple Méziane et Améziane, Mokrane et Amokrane, ou encore Berkane et Aberkane.

## Classement alphabétique
- Haut – A
- B
- C
- D
- E
- F
- G
- H
- I
- J
- K
- L
- M
- N
- O
- P
- Q
- R
- S
- T
- U
- V
- W
- X
- Y
- Z

### A
- Aghiles
- Akli
- Aksel
- Amazigh
- Amezian
- Amokrane
- Arezki
- Asalas
- Aouchiche
- Azal
- Ayour
- Alehyan
- Aoucheni
- Adjout
- Abad
- Arbouche

### B
- Bouaddou
- Boualem
- Boushaki
- Bouakkaz
- Bousbaïne
- Baalla

### C
- Célia

### D
- Dehouche
- djahnit
- djeten
- djabali

### I
- Idir
- Idder

### J
- Jugurtha

### H
- Hana
- Hernoune

### K
- Kachafouni
- Kaci
- Kahina
- Kemache

### L
- Louizi
- Lounis
- louzia

### M
- Massi
- Massil
- Massine
- Mayra
- Melha
- Mezouar
- Mohand
- Mokrane
- Mokrani
- Mouloud

### N
- Nefah

### O
- Ousmane

- Oukaci

- Ouharzoune
- Ouhaddad

### R
- Ramdane

### S
- Sanhadji
- Sadji
- Sekhri
- Sylia
- Segueni

### T
- Tacfarinas
- Taos
- Tassadit
- Tin Hinan
- Tufitri
- Tufayyur
- Tayyurt

### Z
- Zelmati
- Zouaoui